# 利夫芒廷鎮區 (明尼蘇達州奧特泰爾縣)
利夫芒廷鎮區（英語：Leaf Mountain Township）是位於美國明尼蘇達州奧特泰爾縣的一個行政鎮區，於1874年設立。

## 地方資料
利夫芒廷鎮區的面積為93.12平方千米，當中陸地面積為82.66平方千米，而水域面積為10.46平方千米。根據2020年美國人口普查的數據，當地共有人口322人，而人口密度為每平方千米3.46人。